# Доња Стражава
Доња Стражава је насељено место града Прокупља у Топличком округу. Према попису из 2022. било је 721 становника (према попису из 1991. било је 549 становника).

## Демографија
У насељу Доња Стражава живи 524 пунолетна становника, а просечна старост становништва износи 34,8 година (33,4 код мушкараца и 36,4 код жена). У насељу има 206 домаћинстава, а просечан број чланова по домаћинству је 3,50.
Ово насеље је великим делом насељено Србима (према попису из 2002. године), а у последња три пописа, примећен је пораст у броју становника.
|  |

| Демографија | Демографија | Демографија |
| Година      | Становника  | Становника  |
| ----------- | ----------- | ----------- |
| 1948.       | 279         |             |
| 1953.       | 306         |             |
| 1961.       | 322         |             |
| 1971.       | 315         |             |
| 1981.       | 353         |             |
| 1991.       | 549         | 538         |
| 2002.       | 722         | 747         |

| Етнички састав према попису из 2002.‍ | Етнички састав према попису из 2002.‍ | Етнички састав према попису из 2002.‍ | Етнички састав према попису из 2002.‍ | Етнички састав према попису из 2002.‍ |
| ------------------------------------ | ------------------------------------ | ------------------------------------ | ------------------------------------ | ------------------------------------ |
|                                      |                                      |                                      |                                      |                                      |
| Срби                                 | Срби                                 |                                      | 661                                  | 91,55%                               |
| Роми                                 | Роми                                 |                                      | 38                                   | 5,26%                                |
| Црногорци                            | Црногорци                            |                                      | 1                                    | 0,13%                                |
| непознато                            | непознато                            |                                      | 22                                   | 3,04%                                |

| Година пописа     | 1948. | 1953. | 1961. | 1971. | 1981. | 1991. | 2002. |
| ----------------- | ----- | ----- | ----- | ----- | ----- | ----- | ----- |
| Број домаћинстава | 46    | 52    | 65    | 73    | 91    | 149   | 206   |

| Број чланова      | 1  | 2  | 3  | 4  | 5  | 6  | 7 | 8 | 9 | 10 и више | Просек |
| ----------------- | -- | -- | -- | -- | -- | -- | - | - | - | --------- | ------ |
| Број домаћинстава | 21 | 42 | 29 | 70 | 25 | 12 | 5 | 1 | 0 | 1         | 3,50   |

| Пол    | Укупно | Неожењен/Неудата | Ожењен/Удата | Удовац/Удовица | Разведен/Разведена | Непознато |
| ------ | ------ | ---------------- | ------------ | -------------- | ------------------ | --------- |
| Мушки  | 296    | 87               | 201          | 5              | 2                  | 1         |
| Женски | 275    | 39               | 198          | 29             | 9                  | 0         |
| УКУПНО | 571    | 126              | 399          | 34             | 11                 | 1         |

| Пол    | Укупно                    | Пољопривреда, лов и шумарство | Рибарство                            | Вађење руде и камена | Прерађивачка индустрија       |
| ------ | ------------------------- | ----------------------------- | ------------------------------------ | -------------------- | ----------------------------- |
| Мушки  | 140                       | 11                            | 0                                    | 1                    | 58                            |
| Женски | 89                        | 2                             | 0                                    | 0                    | 32                            |
| УКУПНО | 229                       | 13                            | 0                                    | 1                    | 90                            |
| Пол    | Производња и снабдевање   | Грађевинарство                | Трговина                             | Хотели и ресторани   | Саобраћај, складиштење и везе |
| Мушки  | 7                         | 15                            | 9                                    | 0                    | 7                             |
| Женски | 0                         | 0                             | 10                                   | 4                    | 3                             |
| УКУПНО | 7                         | 15                            | 19                                   | 4                    | 10                            |
| Пол    | Финансијско посредовање   | Некретнине                    | Државна управа и одбрана             | Образовање           | Здравствени и социјални рад   |
| Мушки  | 0                         | 0                             | 13                                   | 5                    | 8                             |
| Женски | 0                         | 2                             | 1                                    | 7                    | 25                            |
| УКУПНО | 0                         | 2                             | 14                                   | 12                   | 33                            |
| Пол    | Остале услужне активности | Приватна домаћинства          | Екстериторијалне организације и тела | Непознато            | Непознато                     |
| Мушки  | 1                         | 0                             | 0                                    | 5                    | 5                             |
| Женски | 0                         | 0                             | 0                                    | 3                    | 3                             |
| УКУПНО | 1                         | 0                             | 0                                    | 8                    | 8                             |